# Jakob Kuratli
Jakob Kuratli (* 1. Juni 1899 in Azmoos; † 28. Juli 1981 ebenda, reformiert, heimatberechtigt in Nesslau) war ein Schweizer Mundartschriftsteller und Lokalhistoriker.

## Leben
Jakob Kuratli kam am 1. Juni 1899 in Azmoos als Sohn des Zimmermanns Nikolaus Kuratli und der Margareth geborene Staub. Er besuchte zunächst die Primarschule in Azmoos, anschliessend die Sekundarschule in Fontnas und absolvierte in den Jahren 1915 bis 1919 das Lehrerseminar in Rorschach. In der Folge war er bis 1948 als Primarlehrer in Weite, danach bis zu seiner Pensionierung 1967 in selber Funktion in Azmoos angestellt. Der nationalsozialistischen Ideologie nahestehend sowie seine deutschfreundliche Einstellung führten 1940 zu einem Verfahren wegen Spionageverdachts und Dienstverletzung gegen ihn, das aber eingestellt wurde.
Kuratli schrieb Gedichte und Erzähltexte in Wartauer Mundart, die stellenweise sein germanophil-rassistisches Gedankengut zum Ausdruck bringen. Dazu verfasste er auch Arbeiten zu verschiedenen lokalhistorischen Themen.
Er war mit Emma, der Tochter des Handstickers und Kirchenpflegers Konrad Lüthi, verheiratet. Er starb am 28. Juli 1981 in Azmoos.

## Werke
- Schiba schluh an der Bättler-Fasnat, 1936.
- Aus dem alten Geschlechterbuch [von] Wartau: Beiträge zur Familienforschg, 1937.
- Geschichte der Kirche von Wartau-Gretschins: Verfasst im Auftrage der Kirchenvorsteherschaft, 1950.
- Aus der Wartauer Heimat, 1955.
- Di gfreyta Walser am Gunza un im Pilfriis, 1958.
- Wartouer Spröch, 1963.
- Aufzeichnungen über Land und Volk rund um den Gonzen, 1995.